# U-255
U-255 — средняя немецкая подводная лодка типа VIIC времён Второй мировой войны.

## История
Заказ на постройку субмарины был отдан 23 сентября 1939 года. Лодка была заложена 21 декабря 1940 года на верфи Бремен-Вулкан под строительным номером 20, спущена на воду 8 октября 1941 года. Лодка вошла в строй 29 ноября 1941 года под командованием капитан-лейтенанта Рейнхарда Рехе (кавалер Рыцарского Железного креста).

### Командиры
- 29 ноября 1941 года — 6 июня 1943 года капитан-лейтенант Рейнхард Рехе (кавалер Рыцарского Железного креста)
- 7 июня 1943 года — август 1944 года оберлейтенант цур зее Эрих Хармс
- 2 марта 1945 года — 19 мая 1945 года оберлейтенант цур зее Гельмут Генрих

### Флотилии
- 29 ноября 1941 года — 30 июня 1942 года — 8-я флотилия (учебная)
- 1 июля 1942 года — 31 мая 1943 года — 11-я флотилия
- 1 июня 1943 года — 30 ноября 1943 года — 13-я флотилия
- 1 декабря 1943 года — 1 сентября 1944 года — 7-я флотилия
- 1 марта 1945 года — 8 мая 1945 года — 13-я флотилия

### История службы
Лодка совершила 15 боевых походов. Потопила 10 судов, в том числе научно-исследовательское и экспедиционное судно Академик Шокальский, суммарным водоизмещением 47 640 брт и один военный корабль водоизмещением 1200 тонн, ещё одно судно (7 191 брт) после повреждений не восстанавливалось.
В августа 1943 года на северо-восточном побережье архипелага Новая Земля экипажем лодки был устроен береговой пункт заправки для немецких гидросамолётов-разведчиков.
Перешла в Лох-Эриболл, Шотландия, затем 14 мая 1945 года прибыла в Лох-Риэн. Потоплена в ходе операции «Дэдлайт» 13 декабря 1945 года в районе с координатами 51°16′ с. ш. 13°38′ з. д..

### Атаки на лодку
- 23 сентября 1942 года U-255 была атакована «Каталиной» к югу от Ян-Майена. Две глубинные бомбы нанесли лодке тяжёлые повреждения, в результате чего она возвратилась на базу.
- 10 марта 1944 года U-255 обнаружила конвой танкеров CU-16. При выходе в атаку она была обнаружена и атакована эскортными кораблями, но сумела потопить один из них и, после трёхчасового преследования, оторваться от остальных.
- 11 марта 1944 года лодка была атакована с воздуха, двое подводников были ранены.
- 27 марта 1944 года при попытке проникнуть в Средиземное море лодка подверглась атаке самолёта и была вынуждена вернуться на базу во Франции.
- 11 апреля 1944 года, на подходе к базе уже после встречи с эскортным кораблём лодка была атакована пятнадцатью самолётами «Москито». На помощь пришёл немецкий самолёт Ю-88, и U-255 успешно достигла базы, получив небольшие повреждения.

Эта лодка была оснащена шноркелем.